# Protaphorura troglophila
Protaphorura troglophila is een springstaartensoort uit de familie van de Onychiuridae. De wetenschappelijke naam van de soort is voor het eerst geldig gepubliceerd in 1975 door Nosek.